# Pädagogisches Institut „Nëna Mbretëreshë“

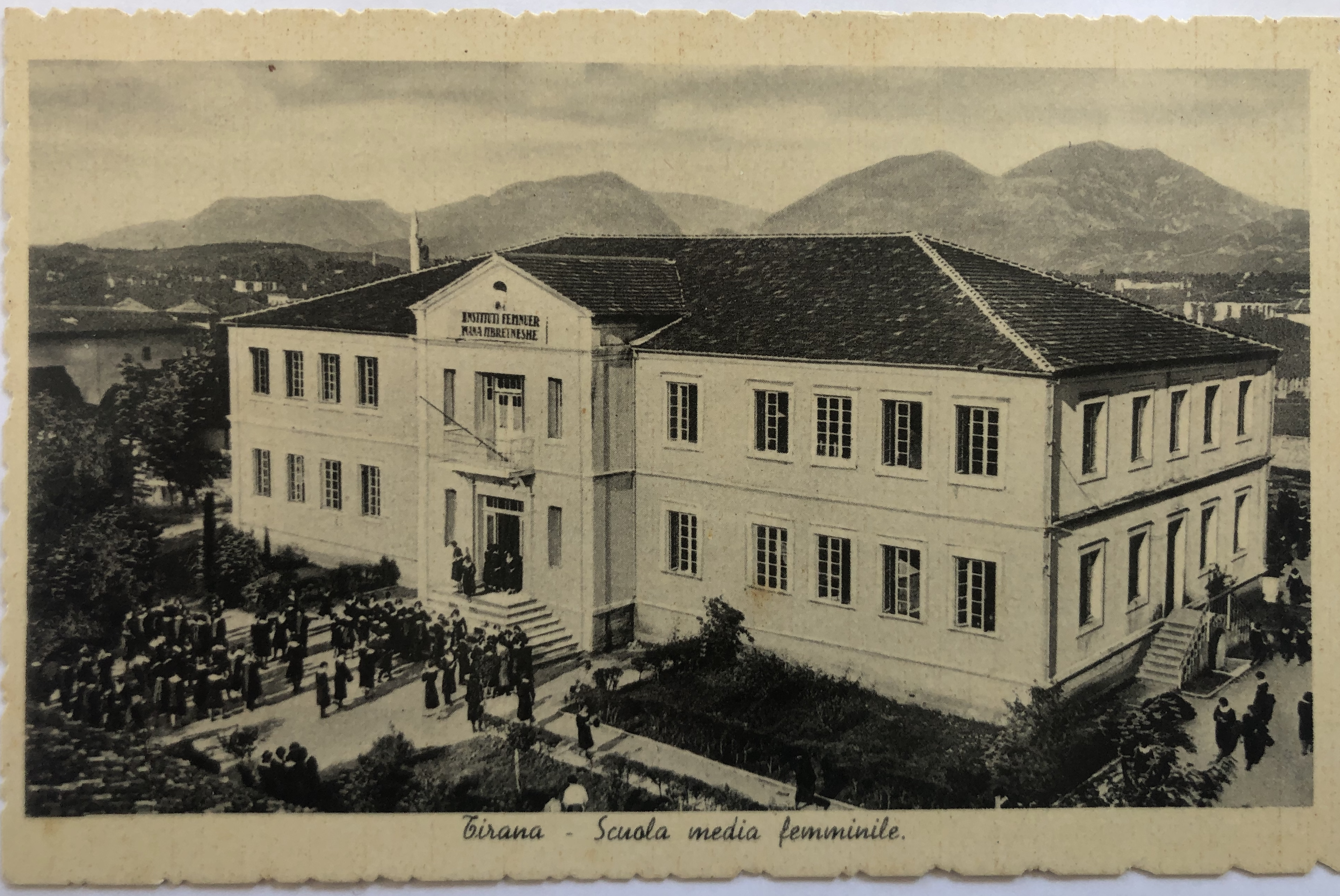
Das Seminar auf einer Postkarte von 1939

Das Pädagogische Institut „Nëna Mbretëreshë“ (albanisch Instituti Femëror Nëna Mbretëreshë; vor der Vereinheitlichung der Schriftsprache meist bezeichnet als Institutin femnuer “Nana Mbretëreshë”) war ein Lehrerinnenseminar in der albanischen Hauptstadt Tirana. Die Schule wurde 1933 als erstes Institut dieser Art gegründet, um den Lehrermangel im Land zu bekämpfen.

## Geschichte
Die staatliche Bildungseinrichtung wurde am 30. November 1933 eröffnet. Die Gründung war Resultat der Reformen im Bildungswesen unter den Bildungsministern Hilë Mosi und Mirash Ivanaj, mitunter um den Lehrermangel im Land zu bekämpfen. Sie entstand durch Vereinigung der Amerikanischen Schule in Kavaja, der Mädchenschule „Kyriaz“ von Christo Dako in Kamza, der Mädchenschule der Stigmatiner in Shkodra und der ordentlichen Schule in Korça, nachdem im April 1933 alle Privatschulen inklusive den von Ausländern oder Religionsgemeinschaften geführten Schulen geschlossen worden waren. Es wurden eine „normale“ Ausbildung und ein Gymnasial-Lehrgang geführt; der Abschluss einer Elementarschule war Voraussetzung für den Besuch des Instituts. Von den 388 Schülerinnen stammten 100 aus Tirana, der Rest aus anderen Regionen des Landes, die im Internat wohnten. 1936 waren es bereits 510 Schülerinnen.
Die Schule bezog das Gebäude der Amerikanischen technischen Schule, die aufgrund der Reformen Anfang 1933 schließen musste. Dieses liegt südlich des Avni-Rustemi-Platzes und des Pazari i ri. Das Gebäude umfasste unter anderem ein Chemie- und ein Physiklabor sowie ein Saal für Gymnastik. Heute befindet sich im Gebäude eine technisch-wirtschaftliche Mittelschule namens Shkolla Teknike Ekonomike Tirana.

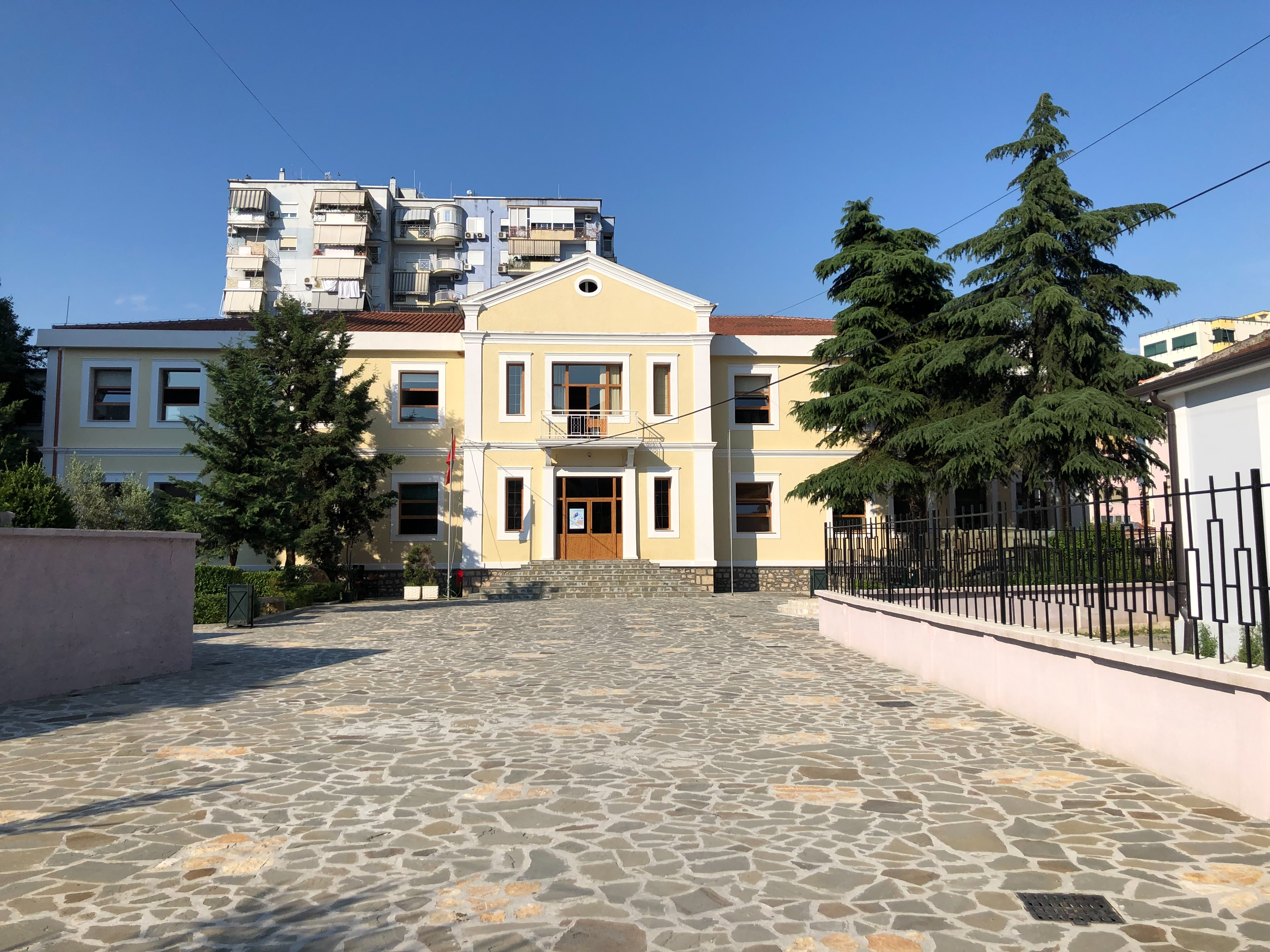
Das Schulgebäude im Jahr 2021, als Shkolla Teknike Ekonomike genutzt

Der Name der Schule ist eine Reverenz an Sadije Toptani, die Mutter des albanischen Königs Ahmet Zogu. Nach der Besetzung Albaniens durch Italien wurde die Schule nach der Mutter von Skanderbeg in „Nëna e Skëndërbeut“ und nach der Machtergreifung der Kommunisten im März 1945 in Pädagogische Mittelschule „17. November“ umbenannt und auch für Knaben geöffnet.

## Rezeption
Das Seminar wurde in der Volksrepublik Albanien für seine vielen Schülerinnen gelobt, die im Zweiten Weltkrieg als Kommunistinnen gegen die faschistischen Besatzer Albaniens kämpften.
Das Institut ist Handlungsort des Films Vajzat me kordele të kuqe, der 1978 vom Kinostudio „Shqipëria e Re“ produziert wurde.

## Dozentinnen
- Sabiha Kasimati
- Androniqi Zengo

## Absolventinnen
- Liri Belishova
- Ylbere Bilibashi
- Qibrie Ciu
- Naxhije Dume
- Liri Gega
- Ramize Gjebrea
- Andromaqi Gjergji
- Nexhmije Hoxha
- Shejnaze Juka
- Vito Kapo
- Musine Kokalari
- Dhora Leka, Komponistin
- Fiqirete Shehu
- Margarita Tutulani